# 謝賢
謝賢（英語：Patrick Tse Ka Yuk，1936年9月15日—），原名謝家鈺，香港男演員。因在家中八兄弟姊妹中排行第四，加上在劇集《千王之王》演的羅四海，故人稱「四哥」，又稱「老四」、「謝老四」，老一輩人則以其花名「阿腎」稱之（取「賢」与「腎」兩字形近）。謝賢為香港賽馬會會員，曾育有馬匹「遊戲人生」。2022年憑藉《殺出個黃昏》的演出，獲得香港電影金像獎最佳男主角，成為獲獎最年長的金像影帝。兒女包括藝人謝霆鋒、謝婷婷。

## 背景
謝賢生於廣州市，他們家中有八兄弟姊妹，他排行第四。其祖父謝焜彝於中國廣東番禺經營銀號生意，是番禺名士和廣華醫院董事（1920年）。及後因戰亂問題而移居香港。謝賢早年畢業於九龍麗澤中學附屬小學，16歲時肄業於麗澤中學。其姑母是該校校董；他本人不喜歡讀書，反而喜歡遊玩，因而被校方開除學籍。在朋友介紹下，他於1952年16歲時正式考入嶺光公司演員訓練班，翌年轉投至迪華公司出道，拍了首部電影《樓下閂水喉》，自此名氣日增。謝到嶺光公司面試時由秦劍面見。直至1956年，秦劍與新加坡的何姓商人合組「光藝電影公司」，並把謝賢羅致其下。不久謝憑1956年電影《999命案》正式走紅。當年的片酬冠絕全東南亞同期演員。
在1960年代，謝賢組成「銀色鼠隊」， 紅遍港、臺，其餘六名成員包括張沖、陳自強、陳浩、鄧光榮、秦祥林和沈殿霞。1967年，謝賢創辦「謝氏兄弟影片公司」，首次執導電影《窄梯》。之後他還任七部電影導演或編劇，包括《明日天涯》及《冬戀》等。在1969年約滿光藝電影公司後，認為黑白電影時代結束，而光藝電影公司業績大不如前。於是簽約成為李翰祥的演員，為時兩年。然而謝只在台灣拍攝了《缇萦》，便回港與嘉禾電影簽約。1970年代以後，謝賢以自由身接拍影片，主演過不少港、台電影。而他在1968年至1970年和1972年至1973年間獲《華僑晚報》頒發過「十大明星金球獎（影劇）」5次。
1978年，他獲邀加入無綫電視拍攝電視劇，包括《千王之王》和《萬水千山總是情》等。在電視台工作之前曾經營建築生意。同時獲時為龍城戲院老闆雷覺坤邀請合組後來名為新藝城的電影公司，主要負責發行電影項目。但他卻忙於感情生活，推卻了與雷合作的機會。自1980年起，謝賢以玩票性質參與電影拍攝工作，亦為無綫電視拍攝劇集。在1988年至1993年期間移居加拿大列治文。謝賢在上世紀九十年代起演出的香港電影作品有《少林足球》、《2001》、《黑白森林》及《太極2英雄崛起》等。而電視劇方面則有亞洲電視的《千王之王重出江湖》、《情陷夜中環》及《情陷夜中環2》。
進入2010年代，謝賢分別在2013及2015年為無綫電視拍攝綜藝節目《三個小生去旅行》、《4個小生去旅行》。2017年11月出演內地節目《寶貝的新朋友》，跟另外三位以爺爺的身份照顧小孩。同年復出拍攝無綫電視劇集，並表示因為單身關係生活枯燥，因此會繼續工作。2019年4月，第38屆香港電影金像獎協會宣布，向謝賢頒發終身成就獎，以表揚其在香港電影與電視發展上的貢獻。
2021年，84歲的謝賢憑電影《殺出個黃昏》奪得香港電影評論學會大獎最佳男演員，是從影以來首個影帝寶座。其後亦榮獲香港電影導演會年度大獎最佳男主角以及第40屆香港電影金像獎最佳男主角，亦成為最年長的金像影帝。

## 家庭生活
謝賢有過兩段婚姻，分別是甄珍及狄波拉。亦曾與嘉玲及蕭芳芳交往。1974年3月，謝賢追求甄珍成功，並在香港註冊結婚。1976年12月，他與甄珍協議分居，結束維持了三年的婚姻。1978年2月，他追求狄波拉，在1979年共諧連理，兩人育有一子一女謝霆鋒和謝婷婷。二人於1995年離婚。另外，他曾結識一名與其相差49歲的女友CoCo，並與她同居。謝與對方於2017年10月5日一度分開。

## 軼事
2015年，謝賢與曾江、胡楓及Joe Junior一同主持無綫電視旅遊節目《4個小生去旅行》。於節目記者會傳媒訪問期間，謝賢指曾江在拍攝節目期間全程需用拐杖助行，在拍攝的第四天，更因騎越野車發生意外導致流鼻血達四小時並需即時入院，隨後曾江須坐輪椅完成拍攝，事件令謝賢質疑曾江「扮嘢」，更於記者會上當眾襲擊曾江並誤摑欲勸阻之胡楓。然而，2018年，謝曾二人證實襲擊事件純粹是無綫電視主導之宣傳技倆，二人強調彼此多年好友，經常相約聚餐。

## 演出作品

### 電視劇（無綫電視）
| 年 份  | 劇 名                | 角 色          | 合作藝人                                                 |
| 1978年 | 蕭十一郎             | 蕭十一郎       | 與 李司棋、黃淑儀 合演                                   |
| 1979年 | 天虹                 | 屠日天         | 與 汪明荃 合演                                           |
| 1980年 | 離別鉤               | 狄青麟         | 與 狄波拉、黃樹棠合演                                    |
| 1980年 | 千王之王             | 羅四海         | 與 汪明荃、任達華 、楊群合演                             |
| 1980年 | 上海灘續集           | 狄雲志         | 與 黃淑儀 、呂良偉合演                                   |
| 1981年 | 情謎                 | 韋文瀚         | 與 歐陽佩珊、姚煒、夏雨、石堅、張活游 合演               |
| 1981年 | 千王群英會           | 屠一笑         | 與 汪明荃、周潤發 、劉兆銘合演                           |
| 1981年 | 紅颜                 | 萬世華         | 與 黃淑儀、呂有慧 合演                                   |
| 1982年 | 天龍八部             | 段正淳         | 與 梁家仁、黃杏秀 合演                                   |
| 1982年 | 萬水千山總是情       | 阮庭深         | 與 汪明荃 合演                                           |
| 1983年 | 再見十九歲           | 馮約禮         | 與 李司棋 合演                                           |
| 1983年 | 射鵰英雄傳之鐵血丹心 | 楊鐵心         | 與 李司棋 合演                                           |
| 1984年 | 秋瑾                 | 王廷鈞         | 與 汪明荃 合演                                           |
| 1985年 | 武林世家             | 方存信         | 與 張國榮、張曼玉、張雷 合演                             |
| 1985年 | 雪山飛狐             | 苗人鳳/苗家雲  | 與 呂良偉、曾華倩、戚美珍、曾江 合演                     |
| 1986年 | 真命天子             | 張良           | 與 劉德華、藍潔瑛、劉丹 合演                             |
| 1986年 | 黃大仙               | 飛龍太子       | 與 鄭少秋、黎美嫻、莊静而、鄧萃雯、歐陽佩珊、陳秀珠 合演 |
| 1986年 | 薛剛反唐             | 薛丁山         | 與 劉青雲、劉美娟、關禮傑、吳鎮宇 合演                   |
| 1986年 | 英雄故事             | 童刚           | 與 萬梓良、藍潔瑛、黎美嫻 合演                           |
| 1987年 | 飲馬江湖             | 常廣源         | 與 關禮傑、歐陽佩珊、歐瑞偉、劉美娟、邵美琪 合演         |
| 1988年 | 留住明天             | 樂文軒         | 與 陳庭威、龔慈恩 合演                                   |
| 2017年 | 賭城群英會           | 向無名         | 與 佘詩曼、馬國明、黃浩然 合演                           |
| 2020年 | 法證先鋒IV           | 龍兆天(大龍生) | 與 米雪 合演                                             |

### 電視劇（亞洲電視）
| 年 份  | 劇 名            | 角 色  | 合 作                                                        |
| 1996年 | 千王之王重出江湖 | 龍四   | 與 米雪、叶童、刘松仁、宮雪花、杨恭如、文頌嫻、林志豪合演    |
| 2005年 | 情陷夜中環       | 程萬豪 | 與 葉璇、黃浩然、張文慈、林韋辰、呂有慧、谷祖琳、竇智孔 合演 |
| 2006年 | 情陷夜中環2      | 崔志文 | 與葉璇、陳啟泰、張文慈、陳寶轅、麥家琪、金燕玲、羅家英合演   |

### 電視劇（其他）
| 年 份 | 劇 名          | 角 色 | 合 作                        |
| 未播  | 万水千山总是情 |       | 嚴屹宽，秦嵐，高偉光，劉松仁 |

### 電影
| 年 份  | 片 名              | 角 色                | 合 作                                    |
| 1953年 | 狂風之夜           |                      | 陳娟娟、嚴俊、龔秋霞、羅蘭、平凡         |
| 1954年 | 樓下閂水喉         | 鐵牛                 | 鄭君綿、高魯泉、林妹妹、李鵬飛、劉桂康   |
| 1955年 | 三妻奇案           | 古少東               | 何嘉玲、司馬琴、喬瓊、陶薇               |
| 1955年 | 胭脂虎             | 丁兆雲               | 紅線女、高魯泉、李清、盧敦               |
| 1956年 | 999命案            | 凌雲                 | 嘉玲、李鵬飛                             |
| 1956年 | 新婚夫婦           | 周錦棠               | 張瑛、丁荔、黎雯、周吉                   |
| 1956年 | 遺腹子上集、下集   | 陸德偉               | 小燕飛、姜中平、梅綺、黃曼梨、南紅、嘉玲 |
| 1956年 | 七重天             | 程志高               | 南紅、吳回、黃楚山、葉萍                 |
| 1956年 | 表錯情             | 陳大安               | 上官筠慧、姜中平、丁荔、馮奕薇           |
| 1956年 | 手足情深           | 唐振傑               | 吳楚帆、嘉玲、上官筠慧、黎灼灼           |
| 1957年 | 血染相思谷         | 葉清                 | 江雪, 嘉玲, 胡笳                         |
| 1957年 | 唐山阿嫂           | 曾大成               | 南紅、姜中平、嘉玲、李月清               |
| 1957年 | 椰林月             | 岳鳴                 | 嘉玲、姜中平、南紅、胡笳、黄楚山         |
| 1957年 | 鬼夜哭             | 方濤                 | 南紅、司馬華龍、梅蘭、姜中平             |
| 1957年 | 化身兄弟           | 徐仲南(徐文德, 亞牛) | 麗明、上官筠慧、胡笳、檸檬               |
| 1958年 | 铁胆恩仇           | 何志光               | 江雪、夏萍、李鵬飛                       |
| 1958年 | 橫刀奪愛           | 蕭尚青               | 嘉玲、黎灼灼、胡笳、李鵬飛               |
| 1958年 | 鮮花殘淚           | 杜文森               | 李鵬飛、黃楚山、姜中平、南紅、嘉玲       |
| 1958年 | 情賊               | 姜維森               | 嘉玲、司馬華龍、李鹏飛                   |
| 1958年 | 她的一生           | 分飾 丁家樂、阿健    | 白燕、容小意、黃楚山、梁淑卿             |
| 1958年 | 有情人             | 莊學文               | 江雪、馮峰、李鵬飛、李月清               |
| 1958年 | 神童捉賊記         | 程劍峰               | 李鵬飛、姜中平、南紅                     |
| 1958年 | 阿超结婚           | 阿超                 | 南紅、吳回、上官筠慧、姜中平、黄楚山     |
| 1959年 | 情犯               | 凌志新               | 李清、江雪、盧燕英、王愛明               |
| 1959年 | 湖畔草             | 崔仲明               | 嘉玲、南紅、江一帆、姜中平、黄楚山       |
| 1959年 | 天倫情淚           | 楊納維               | 姜中平、南紅、司馬華龍、李亨、李月清     |
| 1959年 | 通心樹             | 許希舜               | 林魯嶽、金雷、南紅、嘉玲                 |
| 1959年 | 風雨幽蘭           | 李明生               | 南紅、江雪、岳文、司馬華龍               |
| 1959年 | 歡喜冤家           | 金振聲               | 嘉玲、胡楓、南紅、姜中平                 |
| 1959年 | 情天血淚           | 焦啟文               | 嘉玲、姜中平                             |
| 1959年 | 大廈情殺案         | 麥兆基               | 嘉玲、姜中平、李鹏飛                     |
| 1960年 | 难兄难弟           | 吳聚財               | 胡楓、南紅、江雪                         |
| 1960年 | 五月雨中花上、下集 | 張紹文               | 上官筠慧、王愛明、司馬華龍               |
| 1960年 | 雷雨之夜           | 周明                 | 嘉玲、江雪、李清                         |
| 1960年 | 慈母驕兒           | 周子平               | 嘉玲、姜中平、黃曼梨                     |
| 1960年 | 連理枝             | 羅德良               | 南紅、嘉玲、王愛明、馮寶寶、容玉意       |
| 1960年 | 神鵰俠侶上、下集   | 楊過                 | 南紅、林蛟、梁醒波、石堅                 |
| 1960年 | 蜜月驚魂           | 范家寶               | 南紅、姜中平、上官筠慧、李鵬飛           |
| 1960年 | 秋風殘葉           | 沈葉                 | 嘉玲、江雪、胡楓                         |
| 1961年 | 良心               | 陳定璋               | 江雪、司馬華龍、李鵬飛                   |
| 1961年 | 山盟海誓           | 駱家昭               | 江雪、李鵬飛、嘉玲                       |
| 1961年 | 情天未老           | 龍國昌               | 南紅、姜中平、司馬華龍                   |
| 1961年 | 神童歷險記         | 李大賢               | 南紅、姜中平、金雷、李鵬飛               |
| 1961年 | 神鵰俠侶第三、四集 | 楊過                 | 南紅、林蛟、梁醒波、石堅                 |
| 1961年 | 追妻记             | 謝聖                 | 嘉玲、姜中平、上官筠慧、吳桐、高鲁泉     |
| 1961年 | 999廿四小時奇案    | 李文中               | 嘉玲、姜中平、司馬華龍                   |
| 1961年 | 夜半幽靈           | 方震                 | 嘉玲、姜中平、司馬華龍、陳翠屏           |
| 1962年 | 嫂夫人             | 霍樹楷               | 南紅、周驄                               |
| 1962年 | 胭脂賊             | 陳启元               | 嘉玲、姜中平、王愛明、梅蘭               |
| 1962年 | 苦海明珠           | 白修帆               | 江雪、杜平、駱恭、李月清                 |
| 1962年 | 清明時節           | 梅秋雁               | 嘉玲、姜中平、司馬華龍                   |
| 1962年 | 患難真情           | 羅大維               | 南紅、李鵬飛、馬笑英、駱恭               |
| 1962年 | 神偷情賊上、下集   | 情賊林英偉           | 嘉玲、石堅、金影憐、邵漢生               |
| 1963年 | 含泪的玫瑰         | 黄秋白               | 南紅、胡楓                               |
| 1963年 | 怪俠燕子飛         | 王家禮               | 江雪、石堅、李壽祺、吳回                 |
| 1963年 | 歷劫花             | 唐大鈞               | 南红、李鹏飛                             |
| 1963年 | 金石盟             | 劉保羅               | 嘉玲、金雷、李鹏飛、黎灼灼               |
| 1963年 | 情之所鍾           | 龍天柱               | 江雪、南紅、李清、王偉                   |
| 1963年 | 斷腸花             | 陳偉烈               | 江雪、王偉                               |
| 1963年 | 幸福新娘           | 林天諾               | 江雪、周驄                               |
| 1963年 | 春到人間           | 吳立品               | 姜中平、江雪、周驄、嘉玲、夏慧           |
| 1964年 | 鴛夢重溫           | 楊國華               | 嘉玲、吳麗萍、姜中平、李清               |
| 1964年 | 死亡角之夜         | 分飾 胡惠民、陳偉平  | 江雪、姜中平、余美華、駱恭               |
| 1964年 | 花花公子           | 金家寶               | 嘉玲、王偉、余美華                       |
| 1964年 | 郎心如鐵           | 分飾 夢江南、梵鈴王  | 江雪、王偉、李壽祺、李月清               |
| 1964年 | 情俠情仇           | 秦少華               | 嘉玲、李清、譚倩紅、石堅                 |
| 1964年 | 追蹤               | 高文深               | 龍剛、嘉玲、南紅、司馬華龍               |
| 1965年 | 黑玫瑰             | 張敏夫               | 南紅、陳寶珠、李鵬飛                     |
| 1965年 | 小姐的丈夫         | 陸又民               | 江雪、譚蘭卿、羅蘭                       |
| 1965年 | 相思湖畔           | 何志光               | 江雪、夏萍、李鵬飛                       |
| 1965年 | 特務黑蜘蛛         | 宋文祺               | 吳君麗、丁皓、林蛟、容玉意               |
| 1965年 | 愛情永遠在懷念中   | 邵文華               | 嘉玲、文蘭、駱恭、李鵬飛、姜中平         |
| 1965年 | 春怨               | 謝宇                 | 嘉玲、姜中平、李香琴                     |
| 1965年 | 原來我負卿         | 祝大明               | 嘉玲、張活游                             |
| 1965年 | 丈夫的秘密         | 分飾 范锦文、王亞力  | 嘉玲、文蘭、黄曼梨                       |
| 1965年 | 海棠紅             | 楊昆崙               | 江雪、文愛蘭                             |
| 1965年 | 紅色響尾蛇         | 李國威               | 南紅、蘇青、李香琴、藍天                 |
| 1965年 | 黑色的假期         | 吳康                 | 江雪、王偉、羅蘭、李鵬飛、司馬華龍       |
| 1965年 | 情海茫茫           | 田子超               | 南紅、姜中平                             |
| 1965年 | 春殘花未落         | 杜雁聲               | 南紅、黄曼梨                             |
| 1966年 | 遺產一百萬         | 程子森               | 江雪、龍剛、吳回、余美華                 |
| 1966年 | 賊美人             | 司徒夫               | 江雪、張瑛                               |
| 1966年 | 肉搏明月灣         | 高天坤               | 嘉玲、姜中平                             |
| 1966年 | 黑玫瑰與黑玫瑰     | 張敏夫               | 陳美如、陳寶珠                           |
| 1966年 | 播音王子           | 杜偉華               | 陳齊颂、王偉                             |
| 1966年 | 神探智破艷屍案     | 陳建秋               | 陳齊頌、龍剛、王偉                       |
| 1966年 | 情賊黑牡丹         | 陳子榮               | 江雪、容小意                             |
| 1966年 | 鐵膽               | 李卓豪               | 周驄、麥基、李鵬飛                       |
| 1966年 | 彈劍江湖上、下集   | 分飾 司馬彦,馬空群   | 嘉玲、楊茜                               |
| 1967年 | 英雄本色           | 李卓雄               | 嘉玲、石堅、麥基、王偉                   |
| 1967年 | 神探智破美人計     | 陳建秋               | 蕭芳芳、周驄                             |
| 1967年 | 虎口鴛鴦           | 吳大郎               | 白茵、李清                               |
| 1967年 | 鑽石大劫案         | 馬文偉               | 蕭芳芳、陳齊頌                           |
| 1967年 | 藍色夜總會         | 馮劍青               | 江雪、龍剛、麥基                         |
| 1967年 | 青春兒女           | 黄昌明               | 蕭芳芳、周驄                             |
| 1967年 | 金鷗               | 金震宇               | 蕭芳芳、余美華、李鵬飛                   |
| 1967年 | 紅花俠盜           | 馬占武               | 南紅、李鵬飛、楚原                       |
| 1968年 | 铁胆恩仇           | 王志剛               | 嘉玲、李清                               |
| 1968年 | 冬恋               | 詹其                 | 司馬華龍、蕭芳芳                         |
| 1968年 | 紫色风雨夜         | 林文聲               | 南紅、蕭芳芳、曾江                       |
| 1968年 | 窗                 | 葉虾仔               | 蕭芳芳、張儀、龍剛                       |
| 1968年 | 初歸新抱           | 范國良               | 江雪、方心、李月清                       |
| 1968年 | 青春戀歌           | 高玉衡               | 蕭芳芳、周驄、陳齊頌                     |
| 1968年 | 七彩難兄難弟       | 何偉                 | 周驄、陳齊頌、江雪                       |
| 1968年 | 情人不要忘記我     | 吕凡                 | 杜娟、江雪                               |
| 1968年 | 窗外情             | 龍天柱               | 江雪、南红、李清、王偉                   |
| 1968年 | 浪子佳人           | 浪子羅拔             | 蕭芳芳、俞明、龍剛、伊雷                 |
| 1969年 | 狂龍               | 江龍                 | 雪妮、方心、秦沛、張瑛                   |
| 1969年 | 君子劍             | 白小寶               | 謝賢、凌鳳、方心、張儀                   |
| 1969年 | 玉面煞星           | 李英龍               | 蘇青、張英才、李坤儀                     |
| 1969年 | 雙槍沙膽標         | 沙胆標               | 江雪、伊雷、羅蘭、麥基                   |
| 1970年 | 缇萦               |                      | 甄珍、歸亞蕾、胡锦、潘迎紫               |
| 1971年 | 淘氣公主           | 陳自常               | 甄珍、李昆                               |
| 1971年 | 天龍八將           |                      | 張冲、唐菁、白鷹、洪金寶                 |
| 1971年 | 騙術奇譚           |                      | 李文泰、張冲、張帝、青山                 |
| 1971年 | 鬼流星             | 謝天駿               | 苗可秀、關仁、凌漢                       |
| 1971年 | 刀不留人           |                      | 苗可秀、田俊、張冲、姜南                 |
| 1972年 | 金旋風             | 金旋風               | 苗可秀、石堅、金川、田蜜                 |
| 1972年 | 偷歡陷阱           |                      | 金霏、胡燕妮、白鹰、張冲                 |
| 1972年 | 祇羡鴛鴦不羡仙     |                      | 甄珍、胡锦                               |
| 1972年 | 窄梯               | 潘志明               | 胡燕妮、丁珮、金霏                       |
| 1973年 | 心有點點愁         |                      | 恬妮、胡錦、陳浩、張沖、沈殿霞           |
| 1973年 | 蕩寇三狼           |                      | 張沖、鄧光榮、胡燕妮、金霏               |
| 1973年 | 雨中行             |                      | 唐寶雲、秦祥林、湯蘭花                   |
| 1973年 | 亡命浪子           |                      | 秦沛、鄧光榮、潘冰嫦、伊雷               |
| 1973年 | 明日天涯           |                      | 甄珍、鄧光榮、沈殿霞                     |
| 1973年 | 愛慾奇譚           |                      | 張沖、胡錦、沈殿霞、秦祥林               |
| 1974年 | 銀色大隊           |                      | 鄧光榮、胡燕妮                           |
| 1974年 | 海鷗飛處           | 歐世澈(客串)         | 鄧光榮、甄珍、秦漢                       |
| 1974年 | 應召男郎           |                      | 李琳琳、沈殿霞、西瓜刨、陳浩             |
| 1974年 | 大鄉里             |                      | 譚炳文、李香琴、沈殿霞、胡錦             |
| 1974年 | 迷幻嬌娃           |                      | 貝蒂、李琳琳、魏平澳、蘇青               |
| 1974年 | 冬戀               | Patrick              | 甄珍、鄧光榮、陳鴻烈、王愛明             |
| 1974年 | 别了亲人           |                      | 鄧光榮、鄭少秋、李香琴、歐陽莎菲         |
| 1975年 | 盲女奇緣           |                      | 甄珍、向華强、施明、劉永                 |
| 1975年 | 一簾幽夢           | 費雲帆               | 甄珍、秦祥林                             |
| 1975年 | 酒吧女郎           |                      | 胡燕妮、林伊娃、金燕玲、劉永             |
| 1975年 | 十三不搭           |                      | 關山、沈殿霞、狄波拉                     |
| 1976年 | 大富人家           |                      | 金霏、王引、甄珍、鄧光榮                 |
| 1976年 | 愛在夏威夷         |                      | 甄珍、沈殿霞                             |
| 1977年 | 變色的太陽         | 侯舒文               | 甄珍、秦漢、陳麗麗                       |
| 1977年 | 流氓皇帝           |                      | 鄧光榮、伊雷、丹娜                       |
| 1977年 | 出冊               | 金世達               | 鄧光榮、伊雷                             |
| 1979年 | 發達之人           | 陳志强               | 陳浩、趙雷                               |
| 1981年 | 千王鬥千霸         | 羅四海               | 陳觀泰、汪禹                             |
| 1981年 | 打雀英雄傳         | 燕西樓               | 岳華、丁珮、錢小豪                       |
| 1981年 | 再生人             | 施繼豪               | 林子祥、張天愛                           |
| 1982年 | 賊王之王           | 時家洛               | 麥德羅、汪禹、陳觀泰、羅烈               |
| 1982年 | 雜牌大進擊         |                      | 陳觀泰、井莉                             |
| 1983年 | 花心大少           | 華倫天               | 傅聲、陳百祥、鍾楚紅                     |
| 1986年 | 富貴列車           |                      | 洪金寶、元彪、曾志偉                     |
| 1987年 | 胭脂扣             | 有錢嫖客             | 梅艷芳、張國榮、萬梓良                   |
| 1987年 | 不夜天             | 羅天北               | 萬梓良、錢小豪、夏文汐                   |
| 1987年 | 老千正將           |                      | 錢小豪、朱寶意                           |
| 1987年 | 江湖龍虎鬥         | 高老四               | 周潤發、鄧光榮、夏文汐                   |
| 1990年 | 勇闖天下           | 柯先生               | 韓坤、葉童、尹揚明、黄光亮、吳宇森       |
| 1990年 | 川島芳子           | 宇野駿吉             | 梅艷芳、劉德華、爾冬陞、盧惠光、吳啟華   |
| 1999年 | 心猿意馬           | 飛機師叔叔           | 連凱、黄佩霞、黎姿、吳毅將、容祖兒       |
| 2001年 | 少林足球           | 強雄                 | 吳孟達、周星馳                           |
| 2003年 | 黑白森林           | 王坤                 | 黄秋生、黄浩然、陳小春                   |
| 2012年 | 太極2：英雄崛起    | 陳所樂               | 袁曉超、Angelababy、梁家輝、馮紹峰       |
| 2018年 | 我的情敵女婿       | 四哥                 | 劉嘉玲、姜皓文、王菀之、林盛斌           |
| 2019年 | 恭喜八婆           | 張總                 | 梁洛施、林兆霞、鄒凱光                   |
| 2021年 | 殺出個黃昏         | 田立秋               | 馮寶寶、鍾雪瑩、林雪、顧定軒、李燦森     |

### 綜藝節目

#### 嘉賓
| 年 份  | 節 目               |
| 1998年 | 天下無敵獎門人      |
| 2014年 | 十二道鋒味 (第一季) |
| 2015年 | 最佳男主角          |
| 2017年 | 天下第一Friend      |

## 主持作品

### 綜藝節目
| 年 份  | 節 目                  |
| 1986年 | 一九八六年電視小姐競選 |
| 2008年 | 向世界出發（第3輯）    |
| 2013年 | 三個小生去旅行         |
| 2015年 | 4個小生去旅行          |

## 執導作品
- 《窄梯》 (1972)
- 《明日天涯》 (1973)
- 《冬戀》 (1974)
- 《别了親人》 (1974)
- 《大富人家》 (1974)
- 《愛在夏威夷》 (1976)
- 《變色的太陽》 (1977)

## 監制作品
- 《情俠情仇》 (1964)
- 《鐵胆恩仇》 (1968)
- 《明日天涯》 (1973)
- 《别了親人》 (1974)
- 《盲女奇緣》 (1975)
- 《大富人家》 (1976)
- 《愛在夏威夷》 (1976)

## 廣告代言
| 年 份  | 產品                                      | 合作                           |
| 1982年 | 金牌馬爹利樽樽有獎 （页面存档备份，存于） |                                |
| 1982年 | 英皇鐘錶珠寶 （页面存档备份，存于）       | 狄波拉、黃淑儀、何守信、鄧碧雲 |
| 1986年 | 科藝電視（页面存档备份，存于）            | 狄波拉、謝霆鋒                 |
| 2009年 | 古漢養生精 （页面存档备份，存于）         |                                |

## 獎項紀錄
| 年 份  | 頒 獎 典 禮                | 獎 項          | 作 品      | 結 果 | 資料來源 |
| 2004年 | 第9屆香港電影金紫荊獎      | 終身成就獎     | 不適用     | 獲獎  | [ 26 ]   |
| 2019年 | 第38屆香港電影金像獎       | 終身成就獎     | 不適用     | 獲獎  |          |
| 2021年 | 第28屆香港電影評論學會大獎 | 最佳男演員     | 殺出個黃昏 | 獲獎  |          |
| 2022年 | 香港電影導演會2021年度獎項 | 最佳男主角     | 殺出個黃昏 | 獲獎  |          |
| 2022年 | 香港電影編劇家協會         | 最佳電影角色獎 | 殺出個黃昏 | 獲獎  |          |
| 2022年 | 第40屆香港電影金像獎       | 最佳男主角     | 殺出個黃昏 | 獲獎  |          |

## 影視媒體形象

### 電影
- 《賭城大亨II之至尊無敵》：1992年電影，由黎漢持飾演四哥。
- 《精裝難兄難弟》：1997年電影，由吳鎮宇飾演謝源，影射謝賢。

### 電視
- 《娛樂插班生》：1995年電視劇，由王偉飾演謝三，影射謝賢。
- 《難兄難弟》：1997年電視劇，由吳鎮宇飾演謝源。
- 《難兄難弟之神探李奇》：1998年電視劇，由林家棟飾演謝四，影射謝賢。
- 《娛樂反斗星》：2001年電視劇，由羅浩楷飾演雷四，影射謝賢。
- 《香港亂噏》：2009年政治戲仿節目，由姜皓文扮演謝四哥，模仿謝賢。
- 《荃加福祿壽》：2010年綜藝節目，由李思捷扮演謝腎，模仿謝賢。
- 《萬千星輝賀台慶2015》：由單立文飾演謝老四。

## 外部參考
1. ↑  . 星島日報. 2016-07-22  [2019-09-30].
2. ↑  . 信報. 2018-04-24  [2019-09-30]. （原始内容存档于2021-01-26）.
3. ↑  . 香港蘋果日報. 2002-04-27  [2019-09-30]. （原始内容存档于2019-09-30）.
4. ↑  . 大公報. 2016-06-16  [2019-09-30]. （原始内容存档于2019-09-30）.
5. 1 2 3 4 5 6 7 8 9  . 搜狐娛樂. 2010-03-04  [2019-09-25]. （原始内容存档于2019-05-18）.
6. 1 2 3 4  . 香港蘋果日報. 2019-05-19  [2019-09-25]. （原始内容存档于2019-05-18）.
7. ↑  . 星島日報. 2017-10-26  [2019-09-29]. （原始内容存档于2019-08-26）.
8. ↑  .   [2022-01-18]. （原始内容存档于2017-08-03）.
9. ↑  . 香港01. 2017-06-19  [2019-09-30]. （原始内容存档于2019-09-30）.
10. ↑  . 香港文匯報. 2005-09-02  [2019-09-30]. （原始内容存档于2019-09-30）.
11. ↑  . 新浪網. 2006-04-04  [2019-09-30]. （原始内容存档于2019-09-30）.
12. ↑  . 明報. 2015-08-13  [2019-09-30]. （原始内容存档于2019-09-30）.
13. ↑  . 明報. 2015-08-17  [2019-09-30]. （原始内容存档于2019-09-30）.
14. ↑  . 香港01. 2017-11-14  [2019-09-30]. （原始内容存档于2019-09-30）.
15. ↑  . 明報. 2019-04-03  [2019-04-14]. （原始内容存档于2019-04-14）.
16. ↑  嘉栢. . 明周娛樂. 2022-01-21  [2022-04-15]. （原始内容存档于2022-04-25）.
17. ↑  . ELLE HK. 2018-12-05  [2019-09-30]. （原始内容存档于2019-09-30）.
18. ↑  . 東網. 2019-06-26  [2019-09-29]. （原始内容存档于2019-09-29）.
19. ↑  . 香港文匯報. 2019-06-29  [2019-09-29]. （原始内容存档于2019-09-29）.
20. ↑  . 香港文匯報. 2012-05-28  [2019-09-29]. （原始内容存档于2013-01-22）.
21. ↑  . 香港01. 2018-12-20  [2019-09-29]. （原始内容存档于2019-09-29）.
22. ↑  . 東方新地. 2015-08-12  [2020-12-01]. （原始内容存档于2015-09-24）.
23. ↑  . 香港01. 2018-07-04  [2020-12-01]. （原始内容存档于2021-01-21）.
24. ↑  . 明報OL. 2018-09-08  [2020-12-01]. （原始内容存档于2021-03-13）.
25. ↑  . 東方日報. 2018-12-11  [2020-12-01]. （原始内容存档于2021-03-13）.
26. ↑  . 搜狐娛樂. 2004-03-18  [2019-09-29]. （原始内容存档于2019-09-29）.

## 外部連結
- 謝賢 個人資料
- DHL 特約：向世界出發（第三輯）謝賢（页面存档备份，存于）
- 中文電影資料庫-謝賢（页面存档备份，存于）
- 謝賢在互联网电影资料库（IMDb）上的資料（英文）
- 謝賢在香港影庫上的簡介
- 謝賢在豆瓣上的资料（简体中文）
- 謝賢在时光网上的簡介（简体中文）
- 謝賢的新浪微博